# 伯梅爾陡崖
85°17′S 89°30′W / 85.283°S 89.500°W
伯梅爾陡崖（英語：Bermel Escarpment）是南極洲的陡崖，位於埃爾斯沃思地，屬於蒂爾山脈的一部分，全長28公里，以美國地質調查局的製圖學家命名，現時由南極條約體系管理。